# Videografia Madonnei
Madonna a lucrat cu mulți regizori de succes și a produs videoclipuri care sunt considerate de unii ca fiind artistice. Videoclipurile ei conțin referiri la sarcinile adolescentine, rasism, religie, sex și violențǎ. Clipul filmat pentru „Bedtime Story” a fost achiziționat de Muzeul de Arte Moderne din New York.

## Videoclipuri
| An   | Titlu                               | Album                                       | Regizor                            | Tema                                                 |
| ---- | ----------------------------------- | ------------------------------------------- | ---------------------------------- | ---------------------------------------------------- |
| 1982 | "Everybody"                         | Madonna                                     | Ed Steinberg                       | Club de noapte                                       |
| 1983 | "Burning Up"                        | Madonna                                     | Steve Barron                       | Dorințǎ, confuzie, putere                            |
| 1984 | "Borderline"                        | Madonna                                     | Mary Lambert                       | Ridicarea spre faimǎ                                 |
| 1984 | "Lucky Star"                        | Madonna                                     | Arthur Pierson                     | Dans                                                 |
| 1984 | "Like a Virgin"                     | Like a Virgin                               | Mary Lambert                       | Virginitate, cǎsǎtorie                               |
| 1985 | "Material Girl"                     | Like a Virgin                               | Mary Lambert                       | Gentlemen Prefer Blondes, Marilyn Monroe             |
| 1985 | "Crazy for You"                     | Vision Quest (OST)                          | Harold Becker                      | Cântǎreațǎ club                                      |
| 1985 | "Gambler"                           | Vision Quest (OST)                          | Harold Becker                      | Cântǎreațǎ club                                      |
| 1985 | "Into the Groove"                   | Like a Virgin (non-US release)              | Doug Dowdle                        | Desperately Seeking Susan , clipuri din              |
| 1985 | "Dress You Up"                      | Like a Virgin                               | Danny Kleinman                     | The Virgin Tour live                                 |
| 1985 | "Like a Virgin (Live)"              | Like a Virgin                               | Danny Kleinman                     | The Virgin Tour live                                 |
| 1986 | "Live to Tell"                      | True Blue                                   | James Foley                        | At Close Range , clipuri din                         |
| 1986 | "Papa Don't Preach"                 | True Blue                                   | James Foley                        | Sarcinǎ adolescentinǎ                                |
| 1986 | "True Blue"                         | True Blue                                   | James Foley                        | Restaurant din anii 1950                             |
| 1986 | "Open Your Heart"                   | True Blue                                   | Jean-Baptiste Mondino              | Striptease, inocențǎ, Tamara de Lempicka             |
| 1987 | "La Isla Bonita"                    | True Blue                                   | Mary Lambert                       | America Latinǎ, religie                              |
| 1987 | "Who's That Girl"                   | Who's That Girl (OST)                       | Peter Rosenthal                    | Who's That Girl , scene din                          |
| 1989 | "Like a Prayer"                     | Like a Prayer                               | Mary Lambert                       | Religie, rasism, Spiritualitate                      |
| 1989 | "Express Yourself"                  | Like a Prayer                               | David Fincher                      | Metropolis, Dictator, Dorințǎ sexualǎ                |
| 1989 | "Cherish"                           | Like a Prayer                               | Herb Ritts                         | Sirene, plajǎ                                        |
| 1989 | "Oh Father"                         | Like a Prayer                               | David Fincher                      | Violențǎ asupra copiilor, moarte                     |
| 1989 | "Dear Jessie"                       | Like a Prayer                               | Derek Hayes                        | Basm, animație                                       |
| An   | Titlu                               | Album                                       | Regizor                            | Tema                                                 |
| 1990 | "Vogue"                             | I'm Breathless                              | David Fincher                      | Starurile de la Hollywood, vogueing                  |
| 1990 | "Hanky Panky"                       | I'm Breathless                              | Mark Aldo Miceli                   | Blond Ambition Tour clip, Dick Tracy                 |
| 1990 | "Justify My Love"                   | The Immaculate Collection                   | Jean-Baptiste Mondino              | Voiorism, sado-Masochism, sex, Homosexualiate        |
| 1991 | "Like a Virgin (Truth or Dare)"     | Like a Virgin                               | Alek Keshishian                    | Blond Ambition Tour clip, arab, masturbare, religie  |
| 1991 | "Holiday"                           | Madonna                                     | Alek Keshishian                    | Blond Ambition Tour clip, disco                      |
| 1992 | "This Used To Be My Playground"     | Barcelona Gold                              | Alek Keshishian                    | A League of Their Own , clipuri din                  |
| 1992 | "Erotica"                           | Erotica                                     | Fabien Baron                       | Sex, sado-masochism, homosexualitate                 |
| 1992 | "Deeper and Deeper"                 | Erotica                                     | Bobby Woods                        | Andy Warhol, discotecǎ din anii 1970                 |
| 1993 | "Bad Girl"                          | Erotica                                     | David Fincher                      | Alcolism, promiscuitate, crimǎ                       |
| 1993 | "Fever"                             | Erotica                                     | Stephane Sednaoui                  | Dance, Statue, Reflection                            |
| 1993 | "Rain"                              | Erotica                                     | Mark Romanek                       | Studio japonez, filmarea unui clip                   |
| 1993 | "Bye Bye Baby"                      | Erotica                                     | Mark Aldo Miceli                   | The Girlie Show Tour clip                            |
| 1994 | "I'll Remember"                     | With Honors (OST)                           | Alek Keshishian                    | With Honors , scene din                              |
| 1994 | "Secret"                            | Bedtime Stories                             | Melodie McDaniel                   | Harlem Chic, decepție                                |
| 1994 | "Take a Bow"                        | Bedtime Stories                             | Michael Haussman                   | Coridǎ                                               |
| 1995 | "Bedtime Story"                     | Bedtime Stories                             | Mark Romanek                       | Vise, artǎ                                           |
| 1995 | "Human Nature"                      | Bedtime Stories                             | Jean-Baptiste Mondino              | Dans, îmbrǎcǎminte din piele                         |
| 1995 | "I Want You"                        | Something to Remember                       | Earle Sebastian                    | Camerǎ de hotel, așteptare, dorințǎ                  |
| 1995 | "You'll See"                        | Something to Remember                       | Michael Haussman                   | Sequel pentru "Take a Bow"                           |
| 1996 | "Love Don't Live Here Anymore"      | Something to Remember                       | Jean-Baptiste Mondino              | Goliciunea sufletului                                |
| 1996 | "You Must Love Me"                  | Evita (OST)                                 | Alan Parker                        | Evita ,scene din                                     |
| 1996 | "Don't Cry for Me Argentina"        | Evita (OST)                                 | Alan Parker                        | Evita ,scene din                                     |
| 1997 | "Another Suitcase in Another Hall   | Evita (OST)                                 | Alan Parker                        | Evita ,scene din                                     |
| 1997 | "Buenos Aires"                      | Evita (OST)                                 | Alan Parker                        | Evita ,scene din                                     |
| 1998 | "Frozen"                            | Ray of Light                                | Chris Cunningham                   | Misticism, deșetul Mohave                            |
| 1998 | "Ray of Light"                      | Ray of Light                                | Jonas Åkerlund                     | Viața cotidianǎ                                      |
| 1998 | "Drowned World/Substitute For Love" | Ray of Light                                | Walter Stern                       | Faimǎ, papparazzi                                    |
| 1998 | "The Power of Good-Bye"             | Ray of Light                                | Matthew Rolston                    | Sfârșitul unei relații                               |
| 1999 | "Nothing Really Matters"            | Ray of Light                                | Johan Renck                        | Kimono, Memoirs of a Geisha                          |
| 1999 | "Beautiful Stranger"                | Austin Powers: The Spy Who Shagged Me (OST) | Brett Ratner                       | Austin Powers versus Madonna, Club de noapte         |
| An   | Titlu                               | Album                                       | Regizor                            | Temǎ                                                 |
| 2000 | "American Pie"                      | The Next Best Thing (OST)                   | Philip Stolzl                      | Societatea americanǎ                                 |
| 2000 | "Music"                             | Music                                       | Jonas Åkerlund                     | Parodie cultura gangsta, animație, strip club, Ali G |
| 2000 | "Don't Tell Me"                     | Music                                       | Jean-Baptiste Mondino              | Cowboy                                               |
| 2001 | "What It Feels Like for a Girl"     | Music                                       | Guy Ritchie                        | Rǎzbunare, suicid, violențǎ                          |
| 2001 | "GHV2 Megamix"                      | GHV2                                        | Dago Gonzalez                      | Videoclipuri din carierǎ                             |
| 2002 | "Die Another Day"                   | Die Another Day (OST)                       | Traktor                            | James Bond, scaun electric, torturǎ                  |
| 2003 | "American Life"                     | American Life                               | Jonas Åkerlund                     | Rǎzboi, politicǎ, fashion show                       |
| 2003 | "Hollywood"                         | American Life                               | Jean-Baptiste Mondino              | Guy Bourdin, fotografii                              |
| 2003 | "Me Against the Music"              | In the Zone                                 | Paul Hunter                        | Club de noapte, urmǎrire                             |
| 2003 | "Love Profusion"                    | American Life                               | Luc Besson                         | Paradis, naturǎ, furtunǎ                             |
| 2005 | "Hung Up"                           | Confessions on a Dance Floor                | Johan Renck                        | Saturday Night Fever, disco                          |
| 2006 | "Sorry"                             | Confessions on a Dance Floor                | Jamie King                         | Disco, Dance-off                                     |
| 2006 | "Get Together"                      | Confessions on a Dance Floor                | Logan                              | Koko performance, animație                           |
| 2006 | "Jump"                              | Confessions on a Dance Floor                | Jonas Åkerlund                     | Japonia, Parkour                                     |
| 2007 | "Jump (Live)"                       | The Confessions Tour                        | Jonas Åkerlund                     | Confessions Tour clip                                |
| 2007 | "Ray of Light (Live)"               | The Confessions Tour                        | Jonas Åkerlund                     | Confessions Tour clip                                |
| 2007 | "Get Together" (Alternate Version)  | Confessions on a Dance Floor                | Eugene Riecansky                   | Koko performance, animație                           |
| 2007 | "Hey You"                           | Live Earth                                  | Johan Söderberg & Marcus Lindkvist | Schimbarea climatului                                |
| 2008 | "4 Minutes"                         | Hard Candy                                  | Jonas & François                   | Eroi                                                 |
| 2008 | "Give It 2 Me"                      | Hard Candy                                  | Tom Munro                          | Fotomodel                                            |